# Ambulyx pryeri
Espèce
Ambulyx pryeri est une espèce de lépidoptères de la famille des Sphingidae, sous-famille des Smerinthinae, tribu des Ambulycini, et du genre Ambulyx.

## Description
- L'envergure est de 100-110 mm.

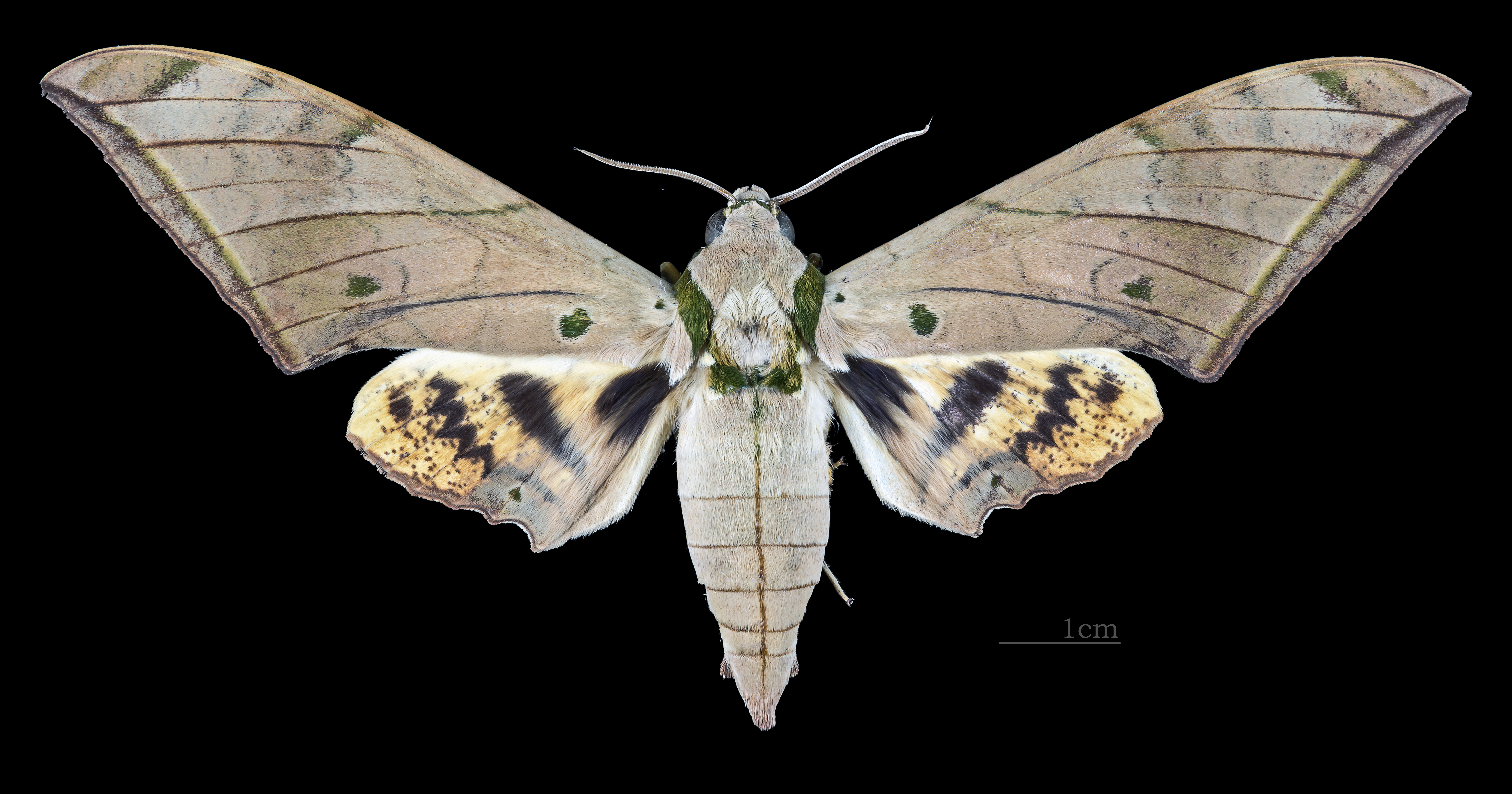
Face dorsale du mâle (coll. MHNT)
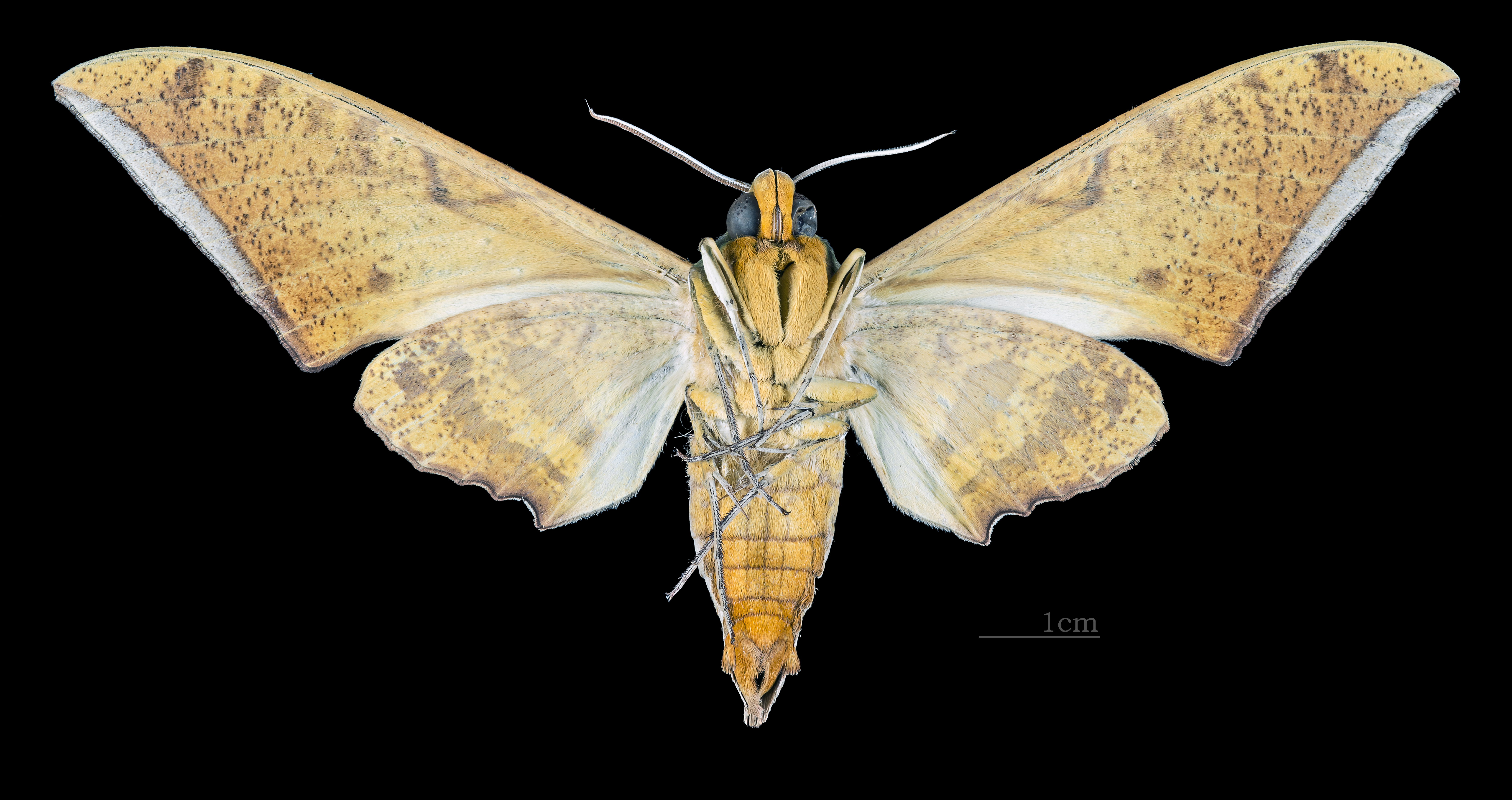
Revers du mâle (coll. MHNT)

## Distribution  et habitat
Distribution
L'espèce se trouve au Sri Lanka, dans le sud et l'est de l'Inde, aux îles Nicobar et aux îles Andaman, en Thaïlande, au Vietnam, dans le sud de la Chine, aux Philippines (Palawan, Balabac), en Malaisie (péninsulaire, Sarawak) et en Indonésie (Sumatra, Java, Kalimantan).

## Biologie
Le chenilles se nourrissent sur les espèces du genre Plumeria.

## Systématique
- L'espèce Ambulyx pryeri a été décrite par l'entomologiste britannique William Lucas Distant en 1887[2].

### Synonymie
- Ambulyx eteocles Huwe, 1895[3]
- Oxyambulyx eteocles Rothschild & Jordan, 1903
- Oxyambulyx sumatranus Rothschild, 1920[4]
- Oxyambulyx pryeri Distant; Diehl, 1980

### Liste des sous-espèces
- Ambulyx pryeri pryeri (Thaïlande, Malaisie, Bornéo, Sumatra, Java, Philippines)
- Ambulyx pryeri tenggarensis Brechlin, 2009 (Flores)